# Tongue-in-cheek

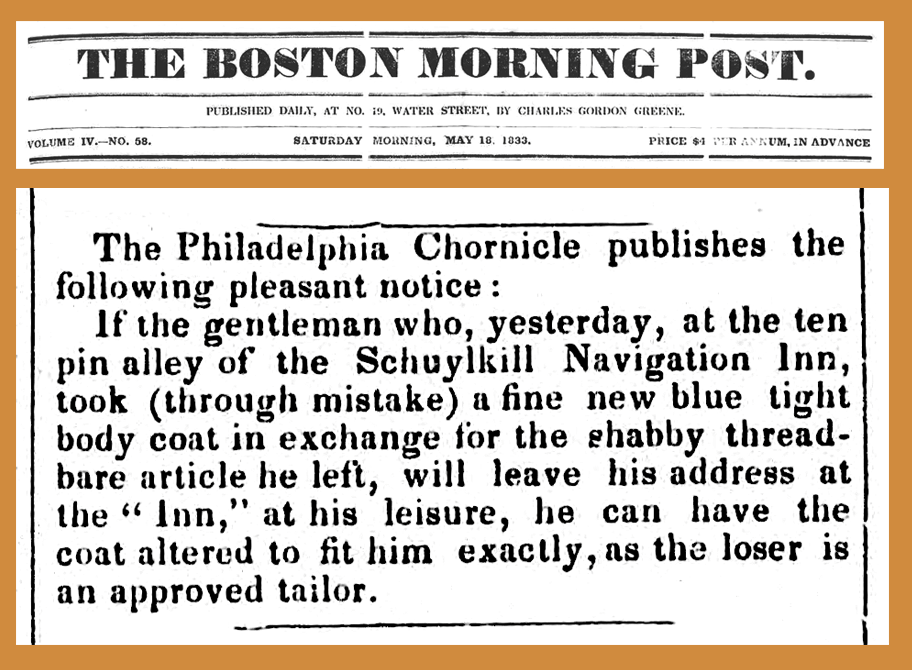
Вирізка з газети 1833 року, в якій кравець, у якого вкрали пальто з боулінгу, оголошує пропозицію перешити пальто за розміром злодія

Tongue-in-cheek (укр.: "жартівливий"; досл.; "язик за щокою") є ідіомою в англійській мові, що описує гумористичне або саркастичне висловлювання, виражене в серйозній манері.

## Iсторія
Спочатку ця фраза виражала презирство, але до 1842 року набула сучасного значення.    Серед перших людей, хто використав цю фразу, був сер Вальтер Скотт у своєму романі 1828 роцу «Прекрасна діва з Перта».

Фізичний акт прикладання язика до щоки колись означав зневагу.  Наприклад, у «Пригодах Родеріка Рендома» Тобіаса Смоллетта, що вийшла друком в 1748 році, однойменний герой їде в карету до Бата і по дорозі затримує розбійника. Це провокує сутичку з менш сміливим пасажиром:
He looked back and pronounced with a faltering voice, 'O! 'tis very well—damn my blood! I shall find a time.'  I signified my contempt of him by thrusting my tongue in my cheek, which humbled him so much, that he scarce swore another oath aloud during the whole journey.
Фраза з’являється в 1828 році в «Прекрасній дівчині з Перта» сера Вальтера Скотта :
The fellow who gave this all-hail thrust his tongue in his cheek to some scapegraces like himself.
Невідомо, як Скотт хотів, щоб читачі зрозуміли цю фразу.  Більш сучасний іронічний сенс з’явився у вірші 1842 року «Легенди Інголдсбі» англійського священнослужителя Річарда Бархема, у якому француз, плачучи, оглядає годинник:
 'Superbe!  Magnifique!'  / (with his tongue in his cheek)
Іронічне вживання фрази пов'язане з ідеєю придушити веселощі, тобто, прикусити язика так, щоб запобігти сильного сміху. 

## Дивіться також
- Словник сленгу